# 베카드렉텐

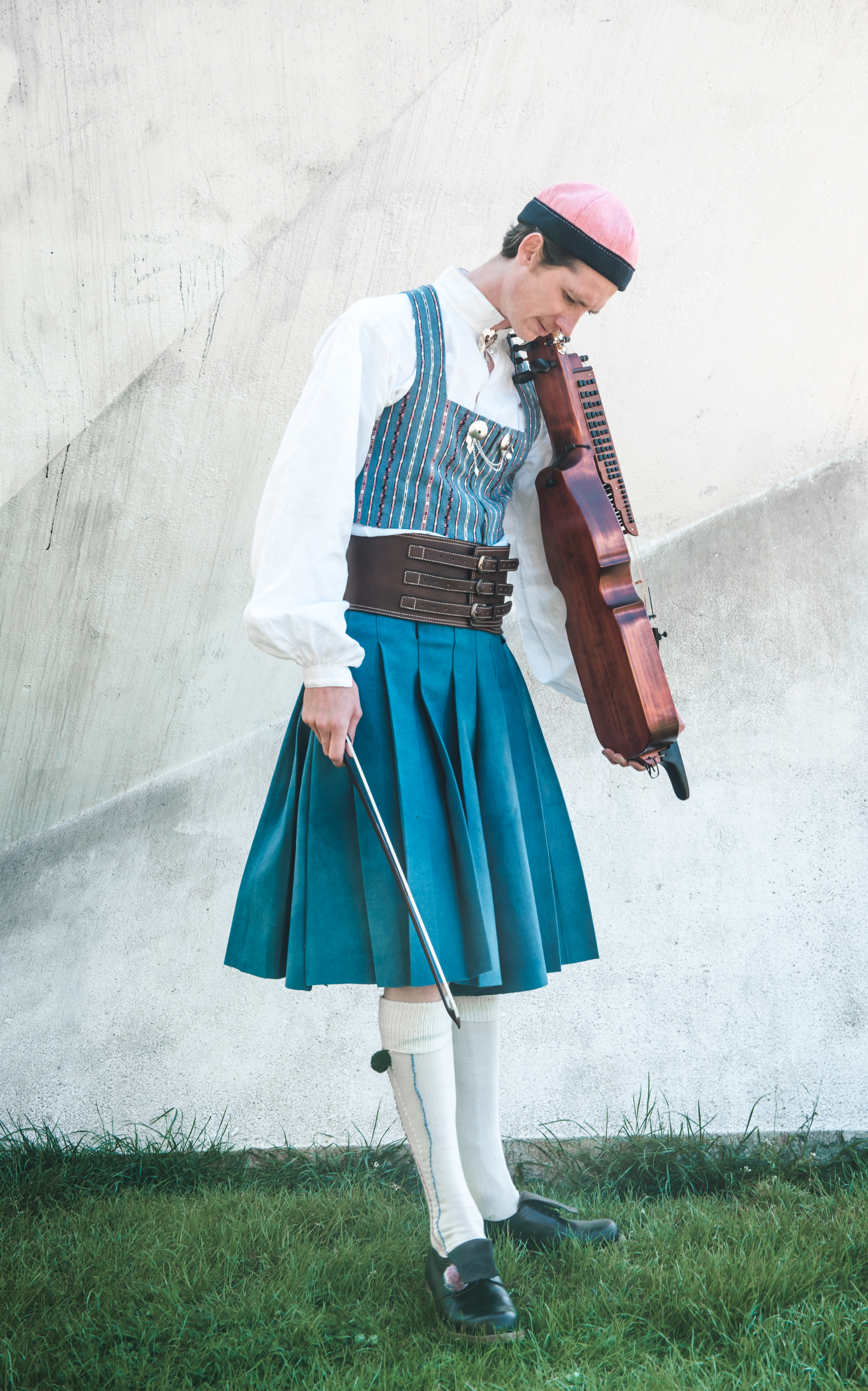
베카드렉텐을 입고 니켈하르파를 들고 있는 프레뒤 클루에

베카드렉텐(스웨덴어: Bäckadräkten)은 2022년 음악가 프레뒤 클루에와 직물 디자이너 이다 비에르스가 디자인한 스웨덴 최초의 유니섹스 전통 의상이다. 이 디자인은 전통적으로 남성 또는 여성의 것으로 여겨지던 요소들을 융합하였는데, 예를 들어 조끼이면서 동시에 보디스 역할을 하는 상의와 치마처럼 보이는 퀼로트 바지 등이 있다. '베크'(Bäck)는 스웨덴어로 '시내'를 뜻하며, 이는 의상 전체에 나타나는 주요 테마인 흐르는 물을 가리킨다. 그 외에는 스웨덴 전역의 지역을 대표하는 오래된 전통 의상들에서 많은 요소를 차용하였다. 클루에는 베카드렉텐이 특정 성별이나 지리적 지역에 국한되지 않는 의상을 제공함으로써 스웨덴 민속 전통에 더 폭넓은 참여를 장려하는 것을 목표로 한다고 언급했다.
스웨덴의 잠재적 유니섹스 디자인에 대한 논의는 2010년대 초반에 시작되었으며, 클루에는 2018년에 베카드렉텐으로 이어진 아이디어를 처음 구상했다. 보로스 직물 박물관과의 협력은 6개월간의 디자인 및 제작 과정으로 발전하였고, 이 과정에는 논바이너리 스웨덴인들의 의견 수렴과 다른 의류 및 액세서리 전문가들의 도움이 포함되었다. 그 결과물인 단일 복제본은 클루에가 무대에서 착용하기 위한 것이다. 클루에는 2023년에 재봉 패턴을 공개하고 2024년부터 맞춤 주문을 받기 시작했으며, 사용자들이 적절히 수정하도록 장려했다. 영향을 받은 지리적 분포 때문에 이 의상은 특정 지역보다는 스웨덴 전국의 퀴어 커뮤니티의 산물로 여겨진다.
이 디자인의 공개는 국제적인 언론의 주목을 받았고 소셜 미디어에서 토론을 불러일으켰는데, 후자의 대부분은 민속 예술과 젠더의 관계에 관한 것이었다. 많은 이들이 이러한 발전을 환영하며 논바이너리 스웨덴인들이 민속 문화에 더 많이 참여할 수 있는 기회를 제공한다고 말했다. 반면에 일부는 부정적인 반응을 보이며 이와 관련된 것으로 보이는 사회적 변화에 저항했다. 클루에는 이 논의가 시스젠더가 아닌 정체성에 대한 인식을 높이기를 희망한다고 밝혔다.

## 디자인
베카드렉텐은 소규모의 수작업 생산 과정을 필요로 한다. 이는 스웨덴 전역의 다양한 지역에서 유래한 오래된 전통 의상들을 기반으로 하며, 특히 공동 디자이너들의 고향인 예테보리 출신의 예술가이자 음악가인 프레뒤 클루에와 예르브쇠 출신의 일러스트레이터이자 직물 디자이너인 이다 비에르스의 출신 지역에서 영감을 받았다. 그 외에 이 의상의 주요 디자인 테마는 흐르는 물로, 스웨덴어로 '시내'를 뜻하는 '베크'(bäck)에서 참조되었다. 바다 파도의 형태가 의상에 나타나며, 해상 항해와 문화의 요소들도 포함되어 있다. 클루에는 자신의 핵심적인 영감에 대해 이렇게 표현했다: "시내는... 우리의 생명력을 나타내며, 우리가 여전히 같은 물이지만 매일 흐르고 변화한다." 이 의상의 퀼로트 바지는 '쉭사'(kyxa)라고 불린다. 이 단어는 스웨덴어로 '치마'를 뜻하는 '숄'(kjol)과 '바지'를 뜻하는 '뷕사'(byxa)를 합성한 것이다.(p. 4) 쉭사는 주머니, 황동 단추, 남색 천의 큰 주름을 특징으로 한다. 클루에는 이를 아일랜드의 킬트에 비유했다. 상의 부분도 마찬가지로 전통적인 남성복과 여성복의 조합으로 정의된다. '리브스튀케'(livstycke)는 앞면에서는 여성적인 보디스처럼 보이지만, 뒷면에서는 남성적인 조끼처럼 보인다. 리브스튀케의 천은 유스달의 직물 예술가 크리스티나 브레이딩이 제작했으며, 전통적으로 그 지역의 남성들이 결혼식 조끼에 사용하는 것이지만, 우연히도 현대 트랜스젠더 깃발의 색상인 흰색, 분홍색, 연한 파란색을 띠고 있다. 넓은 소매의 셔츠는 '누고르'(nuggor)라고 불리는 얇은 주름으로 넓은 천을 꼭 맞는 소매 끝과 칼라로 모으는 전통적인 디자인을 따른다. 비에르스는 이러한 주름 때문에 셔츠가 의상에서 가장 제작하기 어려운 부분이었다고 말했다.
클루에는 모자를 "의상에서 가장 퀴어한 부분"이라고 불렀다. 이 디자인은 스웨덴 대부분 지역에서 전통적으로 남성이 착용하지만, 토아르프 교구와 보로스 주변 지역에서는 여성만 착용한다. 일반적으로 '웨지 캡'으로 불리는 이 디자인은 둥근 검은색 챙이 있다. 한 면은 분홍색이고 다른 면은 연한 파란색인 양면 디자인이다.(p. 3) 신발은 헬싱란드 지역의 전통 결혼식 신발을 기반으로 하며, 신발창 중앙에 굽이 있는 것이 특징이다. 이는 18세기 다른 시기에 헬싱란드와 달라르나 지역에서 여성과 남성 신발 모두에 공통적이었다. 베카드렉텐의 신발 굽은 결혼식 신발과 달리 신발창 뒤쪽에 있으며 배의 선체 모양을 하고 있다. 신발의 앞날개에는 브로치 모양과 일치하는 하트 무늬가 있으며, 브로치에는 트랜스젠더 상징이 새겨져 있고 주위에는 흐르는 물 무늬가 새겨진 잎사귀 장식이 달려 있다. 브로치는 예르브쇠의 전통 전통 의상에서 차용한 사각형 스탠딩 칼라를 고정한다. 어깨에는 시내, 조개껍데기, 퀴어 정체성 상징을 묘사한 프린트가 있는 오렌지색 코튼 보일 숄을 두른다.(pp. 3–4) 양말은 흰색이며 달라르나의 전통 디자인을 기반으로 한 분홍색과 파란색 리본과 술이 달려 있다.(p. 4) 이 앙상블에는 은색 귀걸이 한 쌍도 포함되어 있다.

## 배경

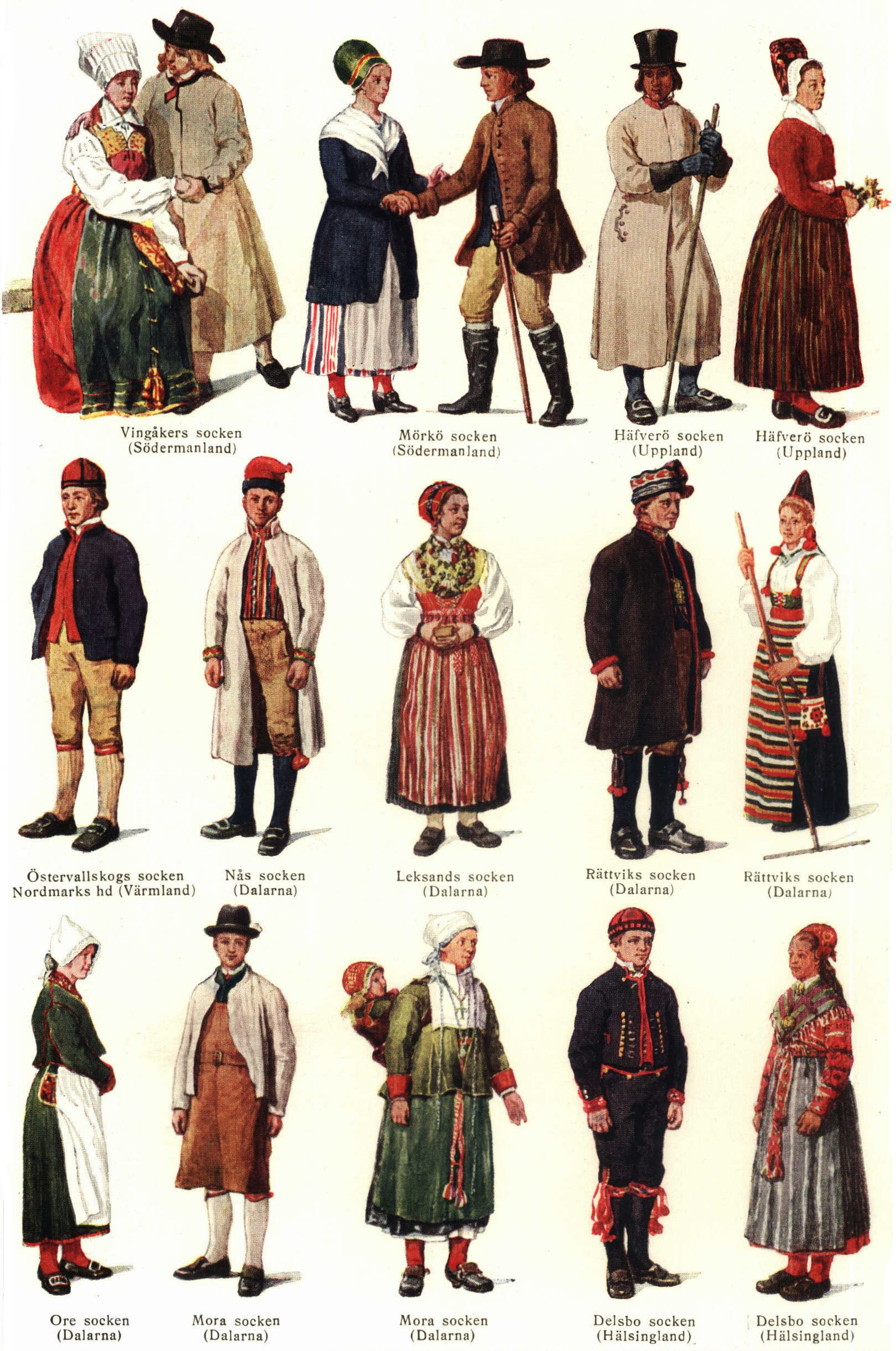
1908년 백과사전에 묘사된 스웨덴 전통 의상

스칸디나비아의 국가의상과 전통 의상으로 불리는 것들은 원래 경제적 하층 계급 스칸디나비아인들의 기본 의복에서 유래했다. 20세기 초 낭만적 민족주의 시대에 전문가들은 기존의 디자인을 공식화하여 각 국가와 그 내의 지역을 대표하는 의상으로 만들기 위해 엄격한 지침을 발표했다. 21세기 스웨덴에는 국가를 대표하는 하나의 국가 의상인 '스베리예드렉텐'(Sverigedräkten) 외에도 국내 각 지역을 대표하는 최소 840가지의 다른 공인된 디자인이 존재한다. 핀란드와 마찬가지로 스웨덴은 국가 의상의 남성 또는 여성 버전에 대해 엄격한 정의를 유지하고 있다. 2010년대 초반부터 노르웨이, 핀란드, 스웨덴 전역의 소셜 미디어 채널, 라디오, 신문에서는 가능한 유니섹스 전통 의상 디자인 개념에 대한 논의가 이루어져 왔다.
대부분의 스웨덴인들이 의상을 통해 민속 예술을 접하게 되는 반면, 클루에는 민속 춤과 음악을 통해 처음 접하게 되었다. 클루에는 모든 전통 의상이 남성 또는 여성 중 하나의 성별로 지정되어 있다는 사실에 불편함을 느꼈고, 2018년 빙셰스템만(Bingsjöstämman) 민속 축제에서 이 문제를 친구와 논의했다. 그들은 바지와 치마를 결합하여 전통적이면서도 유니섹스인 디자인을 만들 가능성에 대해 브레인스토밍을 했다. 클루에는 유니섹스 옵션이 더 많은 사람들이 자국 문화에 포함되어 있다고 느끼는 데 도움이 될 것이라고 생각했다. 클루에는 논바이너리 스웨덴인들이 존재하기 때문에 그들이 남성 또는 여성 형태 중 하나를 선택할 필요 없이 착용할 수 있는 전통 의상이 필요하다고 말했다. 논란의 가능성을 인정하면서 클루에는 BBC에 다음과 같이 말했다: "저는 민속 문화에 약간 옆문으로 들어왔어요 - 아마도 그것이 제가 규칙을 깨는 것을 덜 두려워하게 만들었을 수 있죠."

## 개발

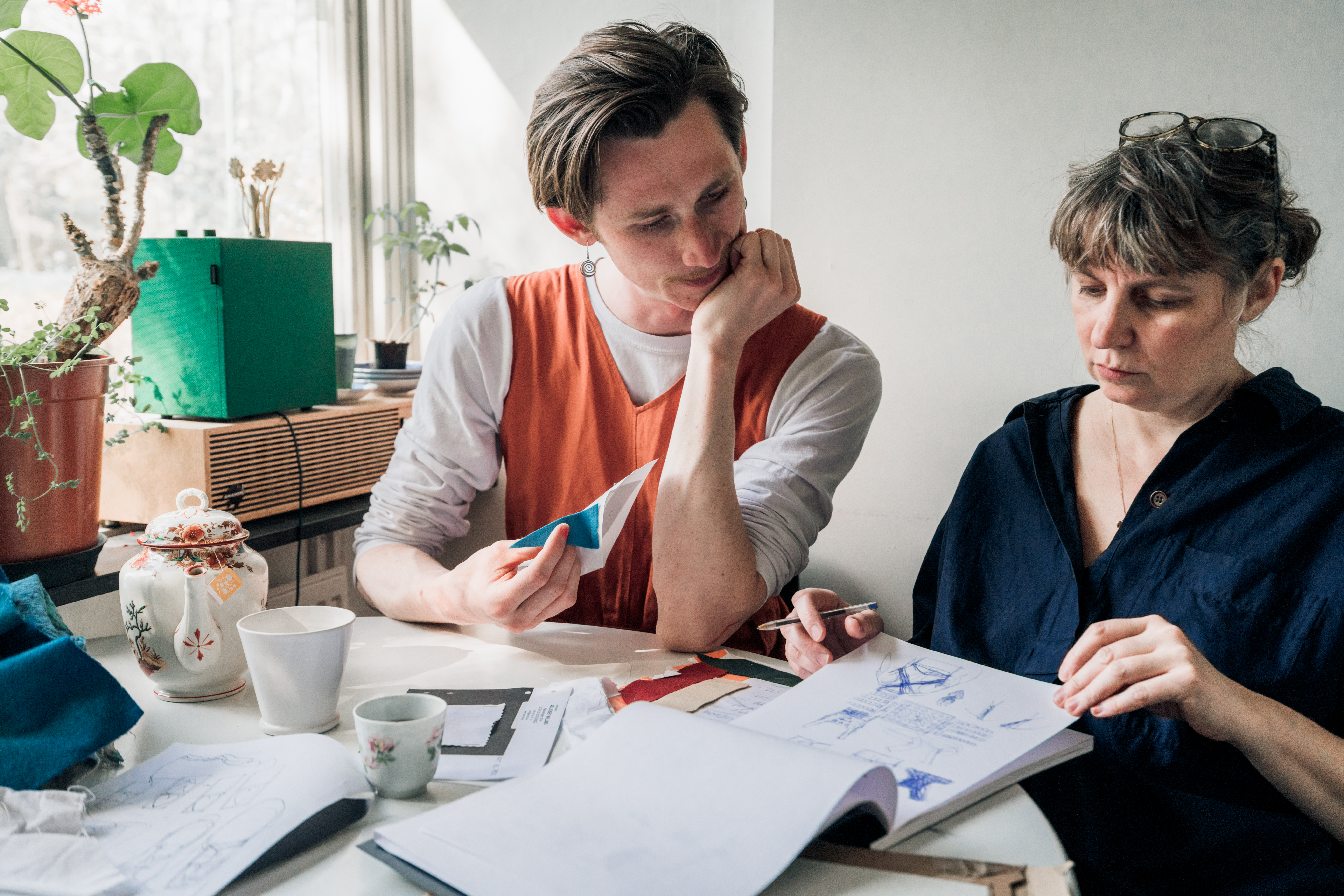
2022년 베카드렉텐을 디자인하는 프레뒤 클루에와 이다 비에르스

2018년에 베카드렉텐의 초기 아이디어를 개발한 후, 클루에는 보로스 직물 박물관의 큐레이터인 프리다 안데르손의 도움을 요청했다. 그 해부터 2021년 사이에 클루에와 안데르손은 보로스의 프라이드 축제와 협력 관계를 구축하고, 베카드렉텐 프로젝트에 대해 브레인스토밍을 하며, 보조금 지원을 신청했다. 이 프로젝트는 베스트라 예탈란드 지역 의회와 함께 스웨덴 민속 및 문화 커뮤니티의 청년들을 지원하는 두 비영리 단체인 포크 유(Folk You)와 쿨투룽돔(Kulturungdom)의 재정 지원을 받았다. 클루에는 패션 디자인이나 의류 제작 경험이 전혀 없었기 때문에, 안데르손이 그를 이다 비에르스와 연결해 주었다. 비에르스는 예술 전시회를 위한 전통 의상 제작 경험이 있었는데, 2000년 헬싱란드 박물관에서 열린 전시회를 위해 자신의 고향 의상인 예르브쇠드렉텐(Järvsödräkten)을 제작한 바 있었다. 다만 비에르스는 실제 착용을 위한 의복을 제작하거나 의류 프로젝트에서 파트너와 협력한 적이 없었다. 두 사람은 공동 디자이너로서 베카드렉텐 프로젝트에 함께 참여했는데, 클루에는 논바이너리 정체성을 탐구하는 데 영감을 받았고, 비에르스는 스웨덴 전통 의상 분야에서 기존의 기준에 도전한 경험을 가지고 있었다.
2022년 1월부터 클루에와 비에르스는 다양한 스웨덴 지역의 역사적인 전통 의상 디자인을 연구하고 비에르스의 고향인 헬싱란드주로 여행하여 그곳의 전통 문화를 연구했다. 그해 2분기에 그들은 스웨덴 민속 커뮤니티의 5명의 젊은 논바이너리 사람들과 함께 포커스 그룹을 구성했다. 이 포커스 그룹은 여러 차례 만났는데, 주로 그룹 구성원들이 전국에 걸쳐 넓게 분포되어 있었기 때문에 줌 소프트웨어를 통해 가상으로 만났다. 각 구성원은 자신의 이상적인 의상 디자인의 스케치를 제작했다. 이 스케치 중 하나가 결국 베카드렉텐의 브로치 디자인의 기초가 되었다. 클루에와 비에르스가 여러 지역과 관련된 의상과 포커스 그룹 구성원들로부터 영향을 받았기 때문에, 베카드렉텐은 특정 지역의 산물이라기보다는 스웨덴 전국의 퀴어 커뮤니티의 산물로 여겨진다.
비에르스는 첫 번째 베카드렉텐을 재봉하고 조립했으며, 다른 의류 및 액세서리 디자이너들의 전문적인 도움을 받았다. 레트비크 출신의 댄스 슈즈 디자이너 헬레나 칼손이 의상의 신발 디자인과 제작을 도왔다. 델스보 출신의 가죽 재단사 페르 스베딘이 벨트를 만들었는데, 이는 델스보 교구의 오래된 디자인에서 영감을 받았다. 예르브쇠 출신의 은세공사 카린 리가 브로치와 리브스튀케 장신구를 만들었다. 일부 금속 요소에는 도예가 카린 외스트베리의 조각이 포함되어 있다.

## 공개

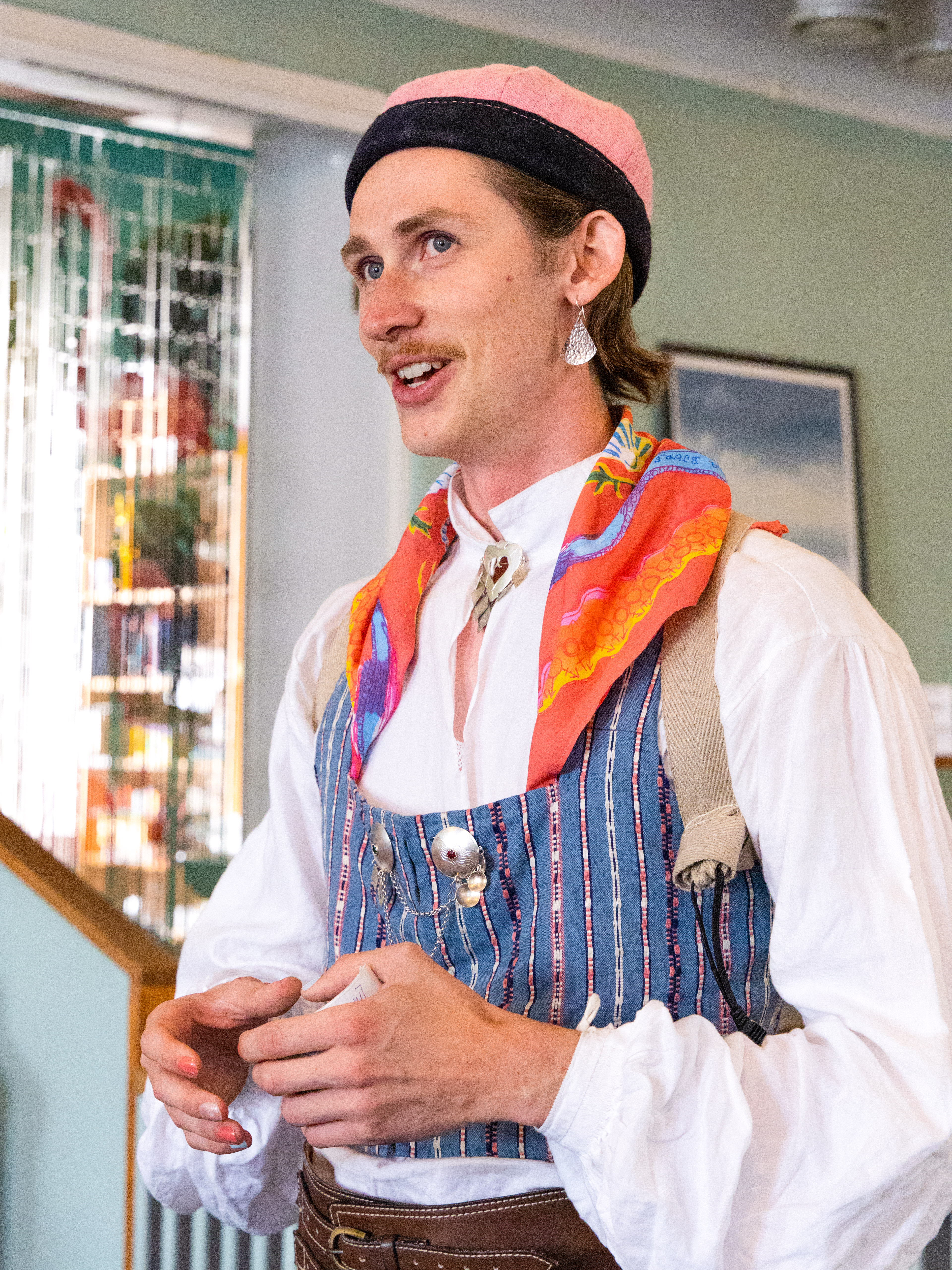
2022년 베카드렉텐을 입고 강연하는 제작자 프레뒤 클루에

2022년 6월까지 클루에와 비에르스는 클루에의 치수에 맞는 단일 의상을 제작하여 무대에서 사용할 수 있게 되었다. 스웨덴의 첫 번째 유니섹스 전통 의상인 이 옷은 2022년 6월 30일부터 8월 28일까지 직물 박물관에서 전시되었다. 이 기간 동안 클루에는 델스보스템만에서의 공연을 포함한 투어에서 이 의상을 잠시 착용했다. 전시회 개막은 보로스의 프라이드 축제와 시기를 맞추어 진행되었다. 박물관 로비에 위치한 "베카드렉텐 - 논바이너리 전통 의상" 전시는 베카드렉텐의 제작 과정을 상세히 보여주고 20세기 전환기의 전통적인 스웨덴 의복에 나타난 유니섹스 디자인 요소를 강조했다. 또한 1964년의 전통 의상 카탈로그도 전시되었는데, 이는 모든 제품이 남성 또는 여성 착용자를 위해 엄격하게 디자인되었음을 보여주었다. 저널리스트 안네 브뤼게에 따르면, 이 전시회는 특별한 행사를 위해 디자인된 현대의 성별화된 전통 의상과 대조적으로 역사적인 유니섹스 작업복을 대비시켰다.
클루에는 2023년 7월까지 재봉 패턴 사본을 판매하고 있었으며, 2024년 1월까지 맞춤 베카드렉텐 주문을 받고 있었다. 클루에는 스웨덴인들이 개별 사용자의 성격이나 고향에 맞게 원래 패턴의 변형을 개발하도록 장려했으며, 다음과 같이 말했다. "진정한 작업은 우리가 자신과 다른 이들의 말에 귀 기울이는 법을 배우는 것으로 계속됩니다. 여러분이 이 의상을 계속 가지고 놀기를 희망합니다." 이 인용문이 발표된 지 1년 후, 베카드렉텐 프로젝트 포커스 그룹 구성원 중 한 명이 후딕스발의 프라이드 축제에서 클루에에게 이 의상을 위한 카디건을 선보였다. 비에르스는 미래에 베카드렉텐이 많은 유니섹스 스웨덴 전통 의상 디자인 중 첫 번째로 기억될 것이라고 믿는다고 말했다.

## 반응
베카드렉텐의 공개는 스웨덴, 영국, 핀란드, 남아프리카 공화국의 뉴스 매체에서 다루어졌다. 스웨덴 문화원은 스웨덴 공식 페이스북 페이지에서 이 공개를 발표했으며, 헬싱란드 유산 협회는 연간 간행물인 《헬싱에루노르》 2022년판 뒤표지에 베카드렉텐을 입은 클루에의 사진을 실었다. 이 공개는 소셜 미디어에서 젠더와 민속 전통 간의 관계에 대한 논의를 불러일으켰다. 미디어와 스웨덴 민속 커뮤니티의 많은 이들이 이러한 발전을 환영했다. 문화 평론가이자 《보로스 티드닝》의 기자인 아그네스 브루스크 얀은 논바이너리 스웨덴인들이 민속 전통에 더 많이 참여할 수 있는 잠재력을 높이 평가했다. 《인디펜던트 온라인》의 라이프스타일 작가인 토빌레 마지부코는 이 의상을 더 존중하고 호기심 많은 세상에 기여할 잠재력이 있는 혁신적인 발전이라고 묘사했다. BBC 문화 작가인 마틸다 벨린은 전통 의상이 진화할 필요성을 언급하며 베카드렉텐을 "현재에 맞는 스칸디나비아 전통 의상"이라고 불렀다. 스웨덴 언어 및 민속 연구소는 이 의상이 민속 커뮤니티의 성장을 장려한다고 평가했다.
베카드렉텐과 연관된 더 넓은 사회적 변화에 저항하며, 많은 소셜 미디어 사용자들과 민속 예술 참여자들은 논바이너리 젠더 정체성의 인정이라고 그들이 말하는 것에 대해 불편함을 표현했다. 클루에는 스웨덴 민속 커뮤니티 내의 비평가들을 '드레포'('의상 경찰', 세포; Säpo를 연상시키는 말)라고 지칭하며 다음과 같이 말했다. "많은 사람들이 위협을 느끼고 있어요. 그들은 남성과 여성의 경계가 모호해지고 있다고 느끼는 거죠." 2022년 7월 기준으로, 클루에는 스웨덴의 공식 국가 의상 정의를 유지하는 책임이 있는 조직으로부터 어떤 의견도 듣지 못했다.
클루에는 이 논의를 환영하며, 이를 통해 논바이너리와 트랜스젠더 정체성에 대한 더 큰 인식이 생기기를 희망했다. 클루에는 비평가들에게 새로운 의상의 존재가 다른 의상들의 제거를 필요로 하지 않는다는 점을 분명히 하며 대응했다. 클루에는 베카드렉텐의 가용성이 단순히 성별에 관계없이 누구나 사용할 수 있는 전통 의상 옵션을 제공한다는 점을 지적했다.

## 같이 보기
- 나쇼넬라 드렉텐
- 만들어진 전통